# Рогув (гміна)
Гміна Рогув (пол. Gmina Rogów) — сільська гміна у центральній Польщі. Належить до Бжезінського повіту Лодзинського воєводства.
Станом на 31 грудня 2011 у гміні проживало 4770 осіб.

## Площа
Згідно з даними за 2007 рік площа гміни становила 66.23 км², у тому числі:
- орні землі: 70.00%
- ліси: 21.00%

Таким чином, площа гміни становить 18.47% площі повіту.

## Населення
Станом на 31 грудня 2011:
| Опис     | Загалом | Загалом | Чоловіки | Чоловіки | Жінки | Жінки |
| -------- | ------- | ------- | -------- | -------- | ----- | ----- |
| одиниця  | осіб    | %       | осіб     | %        | осіб  | %     |
| все      | 4770    | 100     | 2371     | 49.71    | 2399  | 50.29 |
| міське   | 0       | 100     | 0        |          | 0     |       |
| сільське | 4770    | 100     | 2371     | 49.71    | 2399  | 50.29 |

## Сусідні гміни
Гміна Рогув межує з такими гмінами: Бжезіни, Дмосін, Єжув, Колюшкі, Ліпце-Реимонтовське, Слупія.